# Peremîșel, Slavuta
Peremîșel (în ucraineană Перемишель) este un sat în comuna Ulașanivka din raionul Slavuta, regiunea Hmelnîțkîi, Ucraina.

## Demografie
Componența lingvistică a localității Peremîșel
     Ucraineană (99,37%)
     Alte limbi (0,63%)
Conform recensământului din 2001, majoritatea populației localității Peremîșel era vorbitoare de ucraineană (99,37%), existând în minoritate și vorbitori de alte limbi.